# フィル・コリンズIII
『フィル・コリンズIII』（No Jacket Required）は、1985年にリリースされたフィル・コリンズのアルバム。

## 概要
『フィル・コリンズIII』が発売当時の日本でのタイトルであるが、現在は『ノー・ジャケット・リクワイアド』と表す場合もある。
フィル・コリンズにとって3枚目のソロ・アルバムであり、フィル・コリンズがリリースしたスタジオ・アルバムでは一番の売り上げを記録した。アメリカで1,200万枚、イギリスで200万枚、全世界では2,000万枚を売上を記録している。
このアルバムがリリースされた当時はライヴ・エイドへの出演やジェネシスとしての活動などで多忙な生活を送っており、音楽業界などでも「世界一忙しい男」と呼ばれていたフィルの全盛期だった。
2016年にはジャケット写真をアップデートしリマスターを施したデラックス・エディションを発売。

## アルバム名の由来
フィルがシカゴの高級レストランで食事をしようとした際に、そのレストランが「スーツ・ネクタイ着用必須」(Jacket Required)のレストランだったため、その時ラフな服装だったフィルは店のオーナーから入店を断られた。
そのことに腹を立てたフィルは、製作途中のアルバムのタイトルを「スーツ着用不要」(No Jacket Required)に決めた。

## 収録曲
1. ススーディオ - "Sussudio" (フィル・コリンズ) - 4:23
2. ユー・ノウ&アイ・ノウ - "Only You Know and I Know" (コリンズ、ダリル・ステューマー) - 4:20
3. ロング・ロング・ウェイ - "Long Long Way to Go" (コリンズ) - 4:20
（スティングとのデュエット）
4. 知りたくないの - "I Don't Wanna Know" (コリンズ、ステューマー) - 4:12
5. ワン・モア・ナイト - "One More Night" (コリンズ) - 4:47
6. ドント・ルーズ・マイ・ナンバー - "Don't Lose My Number" (コリンズ) - 4:46
7. フー・セッド・アイ・ウッド - "Who Said I Would" (コリンズ) - 4:01
8. 静寂の扉 - "Doesn't Anybody Stay Together Anymore" (コリンズ、ステューマー) - 4:18
9. インサイド・アウト - "Inside Out" (コリンズ) - 5:14
10. テイク・ミー・ホーム - "Take Me Home" (コリンズ) - 5:51
11. ウィ・セッド・ハロー・グッドバイ - "We Said Hello, Goodbye (Don't Look Back)" (コリンズ) - 4:15

### オリジナル版とCD版の違い
オリジナルのLP版とCD版とでは、以下の違いがある。
- オリジナル版には11曲目の「ウィ・セッド・ハロー・グッドバイ」が収録されていない。

この曲が収録されたのはCD版からである。

## チャート
| チャート (1985年)                          | 最高位 |
| ------------------------------------------ | ------ |
| オーストラリア (Kent Music Report)         | 11     |
| カナダ (RPM)                               | 1      |
| オーストリア (Ö3 Austria)                  | 11     |
| オランダ (MegaCharts)                      | 1      |
| フィンランド (The Official Finnish Charts) | 5      |
| フランス (SNEP)                            | 6      |
| ドイツ (Offizielle Top 100)                | 1      |
| イタリア (Musica e Dischi)                 | 4      |
| 日本 (オリコン)                            | 4      |
| ニュージーランド (RMNZ)                    | 1      |
| ノルウェー (VG-lista)                      | 1      |
| スペイン (Spanish Albums Chart)            | 1      |
| スウェーデン (Sverigetopplistan)           | 1      |
| スイス (Schweizer Hitparade)               | 1      |
| UK アルバムズ (OCC)                        | 1      |
| US Billboard 200                           | 1      |

| チャート (2016年)            | 順位 |
| ---------------------------- | ---- |
| オーストラリア (ARIA)        | 42   |
| ベルギー (Ultratop Flanders) | 54   |
| ベルギー (Ultratop Wallonia) | 76   |
| フランス (SNEP)              | 112  |
| イタリア (FIMI)              | 63   |

## 受賞
- グラミー賞最優秀アルバム賞受賞 (1986年)